# Подзь (сельское поселение)
Подзь — административно-территориальная единица (административная территория посёлок сельского типа с подчинённой ему территорией) и муниципальное образование (сельское поселение с полным официальным наименованием муниципальное образование сельского поселения «Подзь») в составе Койгородского муниципального района в Республике Коми Российской Федерации.
Административный центр — посёлок Подзь.

## История
Статус и границы административной территории установлены Законом Республики Коми от 6 марта 2006 года № 13-РЗ «Об административно-территориальном устройстве Республики Коми».
Статус и границы сельского поселения установлены Законом Республики Коми от 5 марта 2005 года № 11-РЗ «О территориальной организации местного самоуправления в Республике Коми».

## Население
| 2010  | 2012  | 2013  | 2014  | 2015  | 2016  | 2017  |
| ----- | ----- | ----- | ----- | ----- | ----- | ----- |
| 1286  | ↘1268 | ↘1247 | ↘1221 | ↘1185 | ↘1160 | ↘1148 |
| 2018  | 2019  | 2020  | 2021  |       |       |       |
| ↘1092 | ↘1066 | ↘1034 | ↗1164 |       |       |       |

## Состав
Состав административной территории и сельского поселения:
| № | Населённый пункт | Тип населённого пункта          | Население |
| - | ---------------- | ------------------------------- | --------- |
| 1 | Зимовка          | посёлок                         | ↘294      |
| 2 | Иван-Чомъя       | посёлок                         | ↘118      |
| 3 | Подзь            | посёлок, административный центр | 872       |
| 4 | Тыбъю            | посёлок                         | 2         |